# Vanessa Pose
Vanessa Gabriela Pose Levy (Caracas, Venezuela; 12 de março de 1990), mais conhecida como Vanessa Pose, é uma atriz venezuelana.

## Biografia
Vanessa Pose nasceu em Caracas, Venezuela. De pai uruguaio e de mãe cubana. Vanessa tem um irmão gémeo chamado Andrés, e um irmão maior chamado Alejandro. Pose começou a sua carreira em 2005 com Con toda el alma, interpretando a María Victoria. Depois em 2007, participa na telenovela de sucesso venezuelana Voltea pa' que te enamores, onde interpreta a Alegria.
Para o 2010, Pose muda-se a Miami e passa à corrente Telemundo, dando vida à protagonista da telenovela de mistério Dónde está Elisa?, compartilhando créditos com Sonya Smith, Gabriel Porras, Catherine Siachoque, Jorge Luis Pila, entre outros.
Nesse mesmo ano inicia uma participação na telenovela Aurora, dando vida a Vicky Hutton, filha da actriz Vanessa Miller, compartilhando créditos com Sara Maldonado, novamente com Jorge Luis Pila, Aylin Mujica, Eugenio Siller, entre outros. Para o 2012, obtém um protagónico juvenil junto a Jon Ecker na telenovela Corazón valiente, dando vida a Emma Arroio, ao lado de José Luis Reséndez, Adriana Fonseca, novamente com Aylin Mujica, Ximena Duque, Gabriel Porras entre outros.

## Filmografia

### Televisão
| Ano       | Titulo                     | Papel                                 | Notas |
| --------- | -------------------------- | ------------------------------------- | ----- |
| 2017      | Mariposa de Barrio         | Chiquis Rivera                        |       |
| 2017      | El Comandante              | Marisela Sánchez                      |       |
| 2012-2013 | Corazón valiente           | Emma Arroyo / Emma Ferrara de Peralta |       |
| 2010-2011 | Aurora                     | Victoria "Vicky" Hutton Miller        |       |
| 2010      | ¿Dónde está Elisa?         | Elisa Altamira Riggs                  |       |
| 2006-2007 | Voltea pa' que te enamores | Alegria Guzmán                        |       |
| 2005-2006 | Con toda el alma           | María Victoria "Vicky" Briceño        |       |

Webnovela
- Y vuelvo a ti (2011)...Marisela